# Орлова, Наталья Алексеевна
Наталья Алексеевна Орлова (род. 29 августа 1969, Рубцовск, Алтайский край) — российский партийный и политический деятель, первый заместитель руководителя Центрального исполнительного комитета — руководитель Управления финансово-хозяйственного обеспечения партии Единая Россия (2012—2021). Избрана по партийному списку депутатом Государственной думы Федерального собрания Российской Федерации VIII созыва в 2021 году (от региональной группы республики Башкортостан).
Из-за вторжения России на Украину, находится под международными санкциями всех стран Евросоюза, США, Великобритании и ряда других государств.

## Биография
Родилась 29 августа 1969 года в городе Рубцовск Алтайского края.
В 1992 году окончила Кустанайский сельскохозяйственный институт. В 2018 году окончила Российскую академию народного хозяйства и государственной службы при Президенте Российской Федерации, государственное и муниципальное управление. Прошла трудовой путь от инженера-экономиста до директора по финансовому управлению и развитию в различных коммерческих структурах. С 2004 года заместитель руководителя Управления финансово-хозяйственного обеспечения Центрального исполнительного комитета партии «Единая Россия». В 2012—2021 года Первый заместитель Руководителя Центрального исполнительного комитета партии «Единая Россия» – руководитель Управления финансово-хозяйственного обеспечения. Уполномоченный представитель по финансовым вопросам Владимира Путина на выборах Президента Российской Федерации 2004, 2008, 2012, 2018 годах и партии на выборах депутатов Государственной Думы Федерального Собрания Российской Федерации четвёртого, пятого, шестого, седьмого и восьмого созывов.
В 2021 году на выборах в Государственную думу получила по партийному списку мандат депутата Государственной думы VIII созыва от партии Единая Россия от республики Башкортостан.

## Личная жизнь
Дочь — Виктория Дударева, проживает в Швейцарии.

## Собственность
По данным «Важных историй» Орлова владеет квартирой в Швейцарии, которая оформлена на зятя Артёма Дударева. По данным поданной декларации 2021 года, владеет тремя земельными участками под строительство, дачей в 182,3 кв. м. и квартирой в 166,1 кв.м., а также автомобилем Toyota Alphard. Задекларированный доход 12,5 млн руб.